# Jack Bearne
Jack William Garrad Bearne (Nottingham, 15 de septiembre de 2001) es un futbolista británico que juega en la demarcación de delantero para el Hednesford Town F. C. de la Northern Premier League.

## Biografía
Tras formarse en las filas inferiores del Notts County F. C. y posteriormente del Liverpool F. C., finalmente en 2019 hizo su debut con el primer equipo el 17 de diciembre en un encuentro de la Copa de la Liga contra el Aston Villa F. C. tras sustituir a Luis Longstaff en el minuto 65, produciéndose un resultado de 5-0 a favor del conjunto birminghense. Siguió jugando con las categorías inferiores y, para ganar experiencia en una categoría sénior, en septiembre de 2022 fue cedido al Kidderminster Harriers F. C. Tras esta cesión quedó libre al expirar su contrato y fichó por el Greenock Morton F. C. escocés.

## Clubes
| Club                                  | País       | Año       | Partidos | Goles |
| ------------------------------------- | ---------- | --------- | -------- | ----- |
| Liverpool F. C.                       | Inglaterra | 2019-2022 | 1        | 0     |
| Kidderminster Harriers F. C. (cedido) | Inglaterra | 2022-2023 | 31       | 4     |
| Greenock Morton F. C.                 | Escocia    | 2023-2024 | 31       | 1     |
| Hednesford Town F. C.                 | Inglaterra | 2024-     | 6        | 1     |